# Mikey
Mikey é um filme de terror estadunidense sobre crianças assassinas, neste filme conta a história de um garoto misterioso que causa morte e terror, dirigido por Dennis Dimster e lançado em 1992.

## Elenco
- Brian Bonsall_Mikey
- Josie Bissett_Jessie Owens
- Ashley Laurence_Shawn Gilder
- Mimi Craven_Rachel Trenton
- John Diehl_Neil Trenton
- Whit Hertford_Whitby Hertford

## História
Mikey Kelvin (Brian Bonsall de "Family Ties") tem sido um menino ruim, só que ninguém sabe exatamente o quanto. Trágicos e fatais "acidentes" parecem em volta de Mikey. Um garoto de 8 anos que causa pánico, terror e morte por todas as familias que o adotam, de familia adotiva para familia adotiva e de escola para escola, ninguém desconfia que uma inocente criança possar ser tão perigosa, malvada, fria e impérfida, vai deixando seu rastro e mortíferas perguntas sem resposta, um moleque que sente prazer em matar todos que descobrem suas verdadeiras intenções, com o desenrolar do filme mais segredos são revelados, ai se inicia um verdadeiro massacre causado por um "inocente" menino. É claro que o menino tão dócil e incompreendido não pode ter tanta culpa assim. Mas lembre-se... Jason e Freddy também já foram crianças.

## Ligações Externas
- Página sobre o Filme